# Rolf Müller (Astronom)
Rolf Hans Müller (* 26. Januar 1898 in Potsdam; † 24. März 1981 in Fort Lauderdale) war ein deutscher Astronom.

## Leben
Rolf Müller war der Sohn des Astronomen Gustav Müller (1851–1925) und der Mutter Johanna (geb. Schulteß, 1863–1945). Er studierte nach Ende des Ersten Weltkriegs ab 1919 Astronomie, Mathematik, Physik, Meteorologie und Philosophie an der Universität Berlin, wo er 1924 bei Paul Guthnick mit einer Arbeit über den Veränderlichen R Aquilae promovierte.
Anschließend wurde er Assistent am Astrophysikalischen Observatorium Potsdam, wo er weiter über Veränderliche arbeitete.
1926 nahm er zur Beobachtung der totalen Sonnenfinsternis vom 14. Januar 1926 an einer Expedition nach Sumatra teil.
Von 1928 bis 1930 war er Leiter der deutschen Sternwarte in La Paz in Bolivien, wo er die Aufgabe hatte, die Beobachtungen für die Spektraldurchmusterung der Kapteyn-Eichfelder des Südhimmels abzuschließen. In Bolivien untersuchte er unter anderem auch die astronomische Ausrichtung prähistorischer Gebäude.
Nach seiner Rückkehr wurde er Observator des Astrophysikalischen Observatoriums. In den folgenden Jahren war er mit der Auswertung der in Südamerika gewonnenen Daten befasst, sowie mit Untersuchungen über die Dunkelwolken der Milchstraße, für die er 1932 den Klumpke-Roberts-Award der Astronomical Society of the Pacific erhielt.
Von 1939 bis zum Ende des Zweiten Weltkriegs diente Müller als Soldat, konnte sich aber während dieser Zeit 1941 in Berlin habilitieren.
1946 wurde er, nachdem er kurze Zeit an der Hamburger Sternwarte gearbeitet hatte, von der amerikanischen Besatzungsmacht zum Leiter des Sonnenobservatoriums auf dem Wendelstein bestellt, ab 1949 eine Außenstation des Instituts für Astronomie und Astrophysik der Ludwig-Maximilians-Universität München, eine Stelle, die er bis zu seiner Pensionierung 1963 innehatte.
Müller war zweimal verheiratet. Aus seiner ersten, 1932 geschlossenen Ehe mit der Schauspielerin Eleonore Vespermann (geb. Droescher; 1889–1970, Tochter des Regisseurs Georg Droescher) stammt eine Tochter, zudem hatte er zwei Stiefkinder. Ein Jahr nach dem Tod seiner ersten Frau heiratete er die Photographin Carola Thimm (1901–1991), die ihn überlebte.
Neben seinen Arbeiten über Sonnenphysik ist Müller vor allem bekanntgeworden durch seine Veröffentlichungen und seine Untersuchungen zu Themen der Archäoastronomie. Als einer der ersten auf diesem Gebiet wies er darauf hin, dass Folgerungen aus vorgefundenen Orientierungen nur dann Aussagekraft haben, wenn eine größere Zahl von Fundstellen untersucht wurde und so Zufälligkeiten durch Anwendung statistischer Methoden ausgeschlossen werden können. Eine einführende Darstellung archäoastronomischer Fragen war das 1970 erschienene kleine Buch Der Himmel über dem Menschen der Steinzeit.
Außerdem machte er sich verdient um die Popularisierung astronomischer Themen. Von 1933 bis 1943 war er einer der Herausgeber der Zeitschrift Die Sterne. Darüber hinaus verfasste er allgemeinverständliche Bücher wie z. B. das Astronomisches ABC für jedermann.
Seit 1928 war er Fellow der Royal Astronomical Society.

## Schriften
Neben zahlreichen Aufsätzen in wissenschaftlichen Zeitschriften veröffentlichte Müller sowohl Monographien als auch einige populärwissenschaftliche Bücher:
- Untersuchungen über den Veränderlichen R Aquilae (Dissertation, 1925)
- Schwerds Beobachtungen veränderlicher Sterne in den Jahren 1823–1833 und 1849–1859 (1925)
- Die Beobachtung veränderlicher Sterne (1935)
- Himmelskundliche Ortung auf nordisch-germanischem Boden (1936)
- Photographisch-photometrische Untersuchungen über die Farbänderungen von Mirasternen (1938)
- Astronomisches ABC für jedermann (1938; 2., verb. Aufl. 1950)
- Sonnenforschung im Internationalen Geophysikalischen Jahr (1958)
- Sonnen-ABC (1958)
- Astronomische Begriffe (1964)
- Die Planeten und ihre Monde (1966), ISBN 978-3-642-86344-8
- Der Himmel über dem Menschen der Steinzeit (1970), ISBN 978-3-540-05032-2
- Sonne, Mond und Sterne über dem Reich der Inka (1972), ISBN 978-3-540-05774-1
- Sonne, Satelliten, Kometen & Blitze: Forscher am Wendelstein (1974), ISBN 978-3-475-52072-3